# 圣让德图拉
圣让德图拉（法語：Saint-Jean-de-Touslas，法語發音：[sɛ̃ ʒɑ̃ də tula]）是法国罗讷省的一个旧市镇，属于里昂区。2018年，沙萨尼与临近的2个市镇合并为新市镇博瓦隆。

## 地理
圣让德图拉（45°34'38"N, 4°39'42"E）面积5.57 平方千米，位于法国奥弗涅-罗讷-阿尔卑斯大区罗讷省，该省份为法国中东部省份，北起顺时针与索恩-卢瓦尔省、安省、里昂大都会、伊泽尔省和卢瓦尔省接壤。
与圣让德图拉接壤的市镇（或旧市镇、城区）包括：莫尔南、达尔瓜尔、塔尔塔拉、圣昂代奥勒堡、圣莫里斯-叙达尔瓜尔、圣罗曼昂日耶、沙巴尼耶尔。

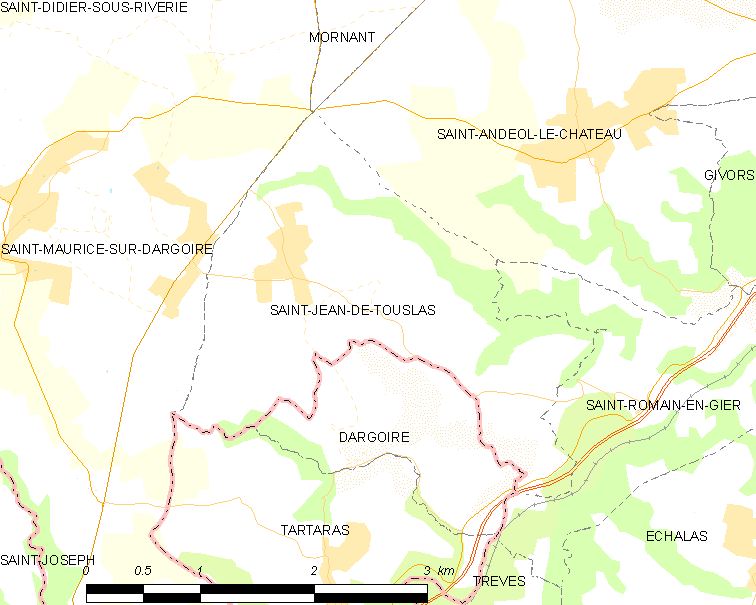
圣让德图拉的OSM定位图

圣让德图拉的时区为UTC+01:00、UTC+02:00（夏令时）。

## 行政
圣让德图拉的邮政编码为69700，INSEE市镇编码为69213。

## 政治
圣让德图拉所属的省级选区为莫尔南县。

## 人口

1962-2008年间圣让德图拉人口变化图示

圣让德图拉于2018年1月1日时的人口数量为865人。